# I Don't Think About You
I Don't Think About You è un singolo della cantante statunitense Kelly Clarkson, pubblicato il 9 febbraio 2018 come terzo estratto dall'ottavo album in studio Meaning of Life.

## Descrizione
Il brano è stato scritto da Andre Davidson, Sean Davidson, Jessica Ashley Karpov (Harlœ) e Michael Pollack.

Dal punto di vista del testo, la canzone parla della conclusione di una relazione fallimentare, basata principalmente sul passato di Jessica Ashley Karpov. Durante l'incontro a Nashville nel 2016 con la Clarkson, la compositrice racconta che la canzone è stata ispirata da una situazione passata della sua vita.  Difatti il brano spiega come ci si può rendere conto crescendo che bisogna concludere una relazione che "non ha mai funzionato, e tu sei stata troppo sciocca per rendertene conto, ma ringrazi il partner per avermti reso una persona più forte". Kelly Clarkson racconta inoltre che:
"Questo brano racconta quel momento in cui ti rendi conto che qualcosa non ha più alcun potere su di te; [...] tutti noi abbiamo persone o situazioni nella vita che ci plasmano e a volte quelle situazioni possono sembrare come se riguardassero una rottura interiore; [...] ma questa canzone parla di quella mattina in cui ti svegli e non ci pensi più. Quel fatto, quella persona, non ha alcun potere, nessun peso nel vostro mondo e non consuma più i vostri pensieri. È una canzone sulla libertà, quella interiore".
Prima di finire la registrazione del brano, Kelly Clarkson aveva chiesto a Karpov di scriverlo come una ballata nello stile di Whitney Houston, per mostrare la sua gamma vocale, il che ha portato ad un arrangiamento aggiuntivo che enfatizzava la sua voce. I critici musicali hanno anche osservato che il contenuto della canzone potrebbe anche aver alluso al rapporto della Clarkson con la sua ex etichetta, la RCA Records.

## Accoglienza
Glenn Gamboa di Newsday ha paragonato la canzone al materiale d'esordio di Mariah Carey, che mette in mostra la sua gamma in più ottave e percorre la linea di demarcazione tra la vulnerabilità e la sfida in un'interpretazione che è senza tempo, come quella della Carey. Mike Nied, di Idolator, ha scritto che la ballata lascia che la voce della cantautrice si libri in una ginnastica intricata su quello che potrebbe essere uno dei suoi arrangiamenti più impegnativi, e ha osservato che "Non sorprende che non manchi alcun passo e che fornisca qualcosa di veramente lodevole sia per l'eccellenza vocale che per la crescita personale che mostra".  Abby Jones di Billboard descrive il testo come "la comprensione di una situazione familiare difficile durante l'infanzia, un fidanzato problematico nella sua adolescenza e una gestione combattuta mentre entrava nelle prime fasi della sua carriera; [...] anche questo si percepisce dal brano".

## Tracce
Streaming digitale
1. I Don't Think About You – 3:44

## Classifiche
| Classifica (2018)              | Posizione massima |
| ------------------------------ | ----------------- |
| Canada Adult Contemporary      | 31                |
| Corea del Sud                  | 86                |
| Stati Uniti Adult Contemporary | 28                |